# Vằng
Vằng hay còn gọi chè vằng, chè cước man, cẩm văn, cẩm vân, dây vắng, lài ba gân (danh pháp hai phần: Jasminum subtriplinerve) là loài thực vật có hoa thuộc họ Ô liu được Blume mô tả khoa học lần đầu tiên năm 1851. Vằng là một loại cây bụi nhỏ mọc hoang, được người dân Việt Nam tại nhiều vùng miền sử dụng dưới dạng sắc thuốc hay pha nước uống, đặc biệt tốt khi dành cho các sản phụ.

## Đặc điểm
Cây chè vằng mọc hoang ở khắp nơi, là loại cây bụi nhỏ, đường kính thân không quá 6mm. Thân cứng, từng đốt vươn dài hàng chục mét, phân nhánh nhiều. Vỏ thân nhẵn màu xanh lục. Lá mọc đối hơi hình mác, phía cuống tròn, mũi nhọn, có ba gân chính nổi rõ ở mặt trên, mép nguyên, càng lên ngọn, cành lá càng nhỏ. Hoa màu trắng mọc thành xim ở đầu cành, quả hình cầu.
Theo nhân dân, có ba loại vằng, vằng lá nhỏ (vằng sẻ) dùng tốt hơn cả, vằng lá to (vằng trâu) cũng được dùng, còn vằng núi không dùng làm thuốc.

## Phân biệt chè vằng và lá ngón
Chè vằng dễ nhầm lẫn với lá ngón (Gelsemium elegans Benth.), một loại cây rất độc (thuốc độc bảng A), không chỉ vì cây chè vằng đôi khi còn được gọi là cây lá ngón, mà còn vì hình dạng bên ngoài, thân, cành chè vằng tương đối giống với thân cành lá ngón, nhất là khi đã chặt khỏi gốc và bỏ hết lá.
Cây chè vằng có thể phân biệt với cây lá ngón nhờ vào đặc điểm lá, hoa và quả. Lá chè vằng có 3 gân dọc trong đó 2 gân bên uốn cong theo mép lá, rõ rệt. Hoa chè vằng màu trắng với mười cánh hoa trong khi hoa lá ngón mọc thành chùm, phân nhánh nhiều lần (từ 2 đến 3 lần) màu vàng. Quả chè vằng hình cầu cỡ hạt ngô, chín màu đen, có một hạt rắn chắc trong khi quả cây lá ngón hình trụ (khoảng 0,5x1cm), khi chín tự mở, nhiều hạt (tới 40 hạt), nhỏ, hình thận, có diềm mỏng, phát tán theo gió.

## Tác dụng
Nghiên cứu dược lý chứng minh lá chè vằng chứa alcaloid, nhựa, flavonoid, có tác dụng kháng khuẩn, chống viêm, làm tăng nhanh tái tạo tổ chức, làm mau lành vết thương và không độc. Bộ phận dùng làm thuốc là cành, lá tươi hoặc cành, lá phơi sấy khô, thu hái quanh năm.
Tác dụng đặc biệt của chè vằng đối với phụ nữ sau sinh cũng được kiểm nghiệm. Là thuốc bổ đắng dùng rất tốt cho phụ nữ đẻ, chè vằng cũng có thể trị nhiễm khuẩn sau đẻ, viêm hạch bạch huyết, viêm tử cung, viêm tuyến sữa, bế kinh, khí hư, thấp khớp, nhức xương.
Kinh nghiệm dân gian Việt Nam thường dùng lá chè vằng đun lấy nước tắm rửa chữa ghẻ, ngứa hay lở chốc. Tại miền Nam Việt Nam, thân cây vằng được sử dụng đan rế hay đánh dây thừng vì cây rất dai. Lá được dùng dưới dạng thuốc sắc hay pha như pha trà để chữa sưng vú, mụn nhọt; còn dùng chữa rắn rết hay côn trùng cắn; rễ cây vằng mài với dấm thanh để làm hết mủ những ung nhọt đã nung mủ. Liều uống hàng ngày khoảng 20-30g lá khô sắc uống, nếu dùng ngoài không kể liều lượng. Ngàoi ra còn có cao chè vằng là tinh chất 100% từ cây chè vằng, qua một quá trình chiết suất và cô đặc kéo dài từ 4-5 ngày được đun nấu liên tục với lượng nhiệt vừa đủ.
Bệnh viện Thái Bình dùng lá chè vằng giã nát đắp vào nơi áp xe vú hoặc giã lá với cồn 50 độ rồi đắp vào nơi áp xe ngày 3 lần, đêm 2 lần. Thời gian điều trị thường là 1 ngày đến 1 tuần tùy theo bệnh nặng hay nhẹ và được bắt đầu chữa bằng lá chè vằng sớm hay muộn, trung bình 1,5 đến 2 ngày.
Ngoài tác dụng kháng khuẩn, chống viêm, chè vằng được sử dụng dưới dạng đồ uống có tác dụng giải nhiệt, giải khát bổ gan, lợi mật, kích thích tiêu hoá, tăng cường tuần hoàn máu, giảm béo, lợi sữa.

## Thông tin thêm
Trong số những suy đoán về tên Linh địa La Vang, một trong những luận cứ được các học giả đưa ra là nguyên ngày trước tại rừng La Vang có nhiều cây vằng. Cây thuốc quý này ban đầu tương truyền được Đức mẹ Maria, khi hiển linh tại La Vang, đã hướng dẫn người dân thu hái và sử dụng chữa bệnh dịch đang hoành hành trong dân chúng bấy giờ. Từ chữ Lá Vằng đọc trại đi thành La Vang.

## Thư viện ảnh

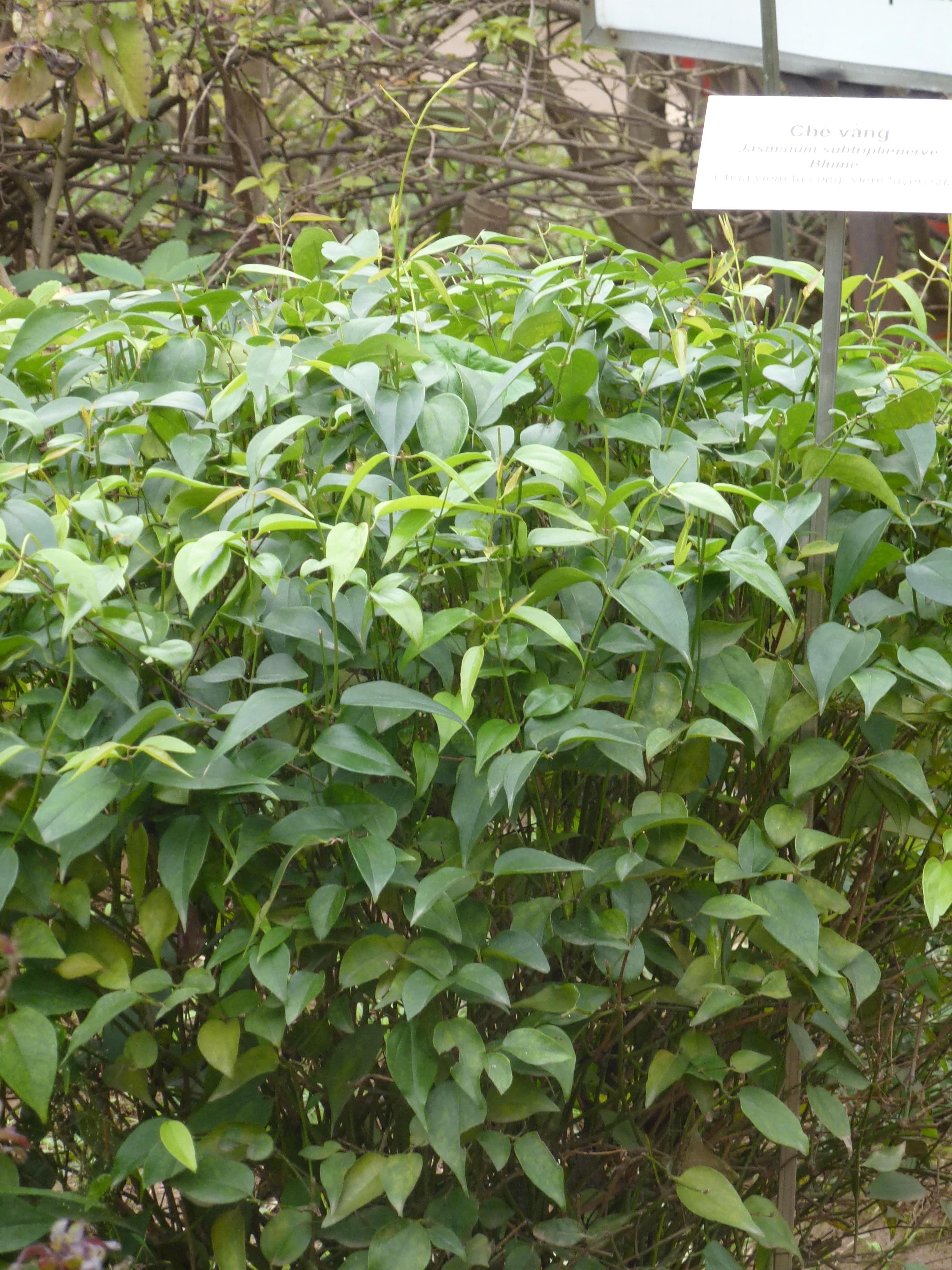
Cây chè vằng
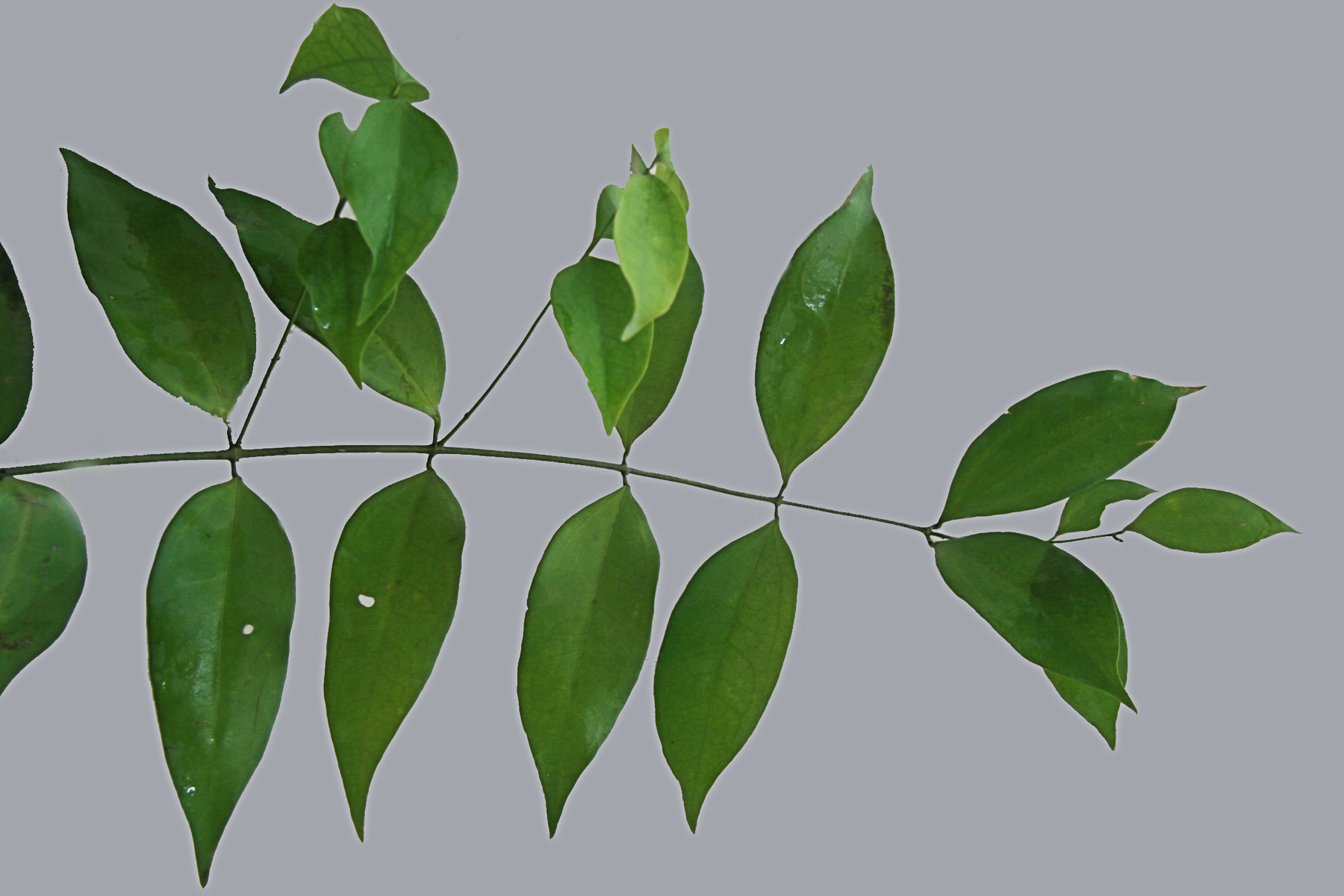
Vằng trâu
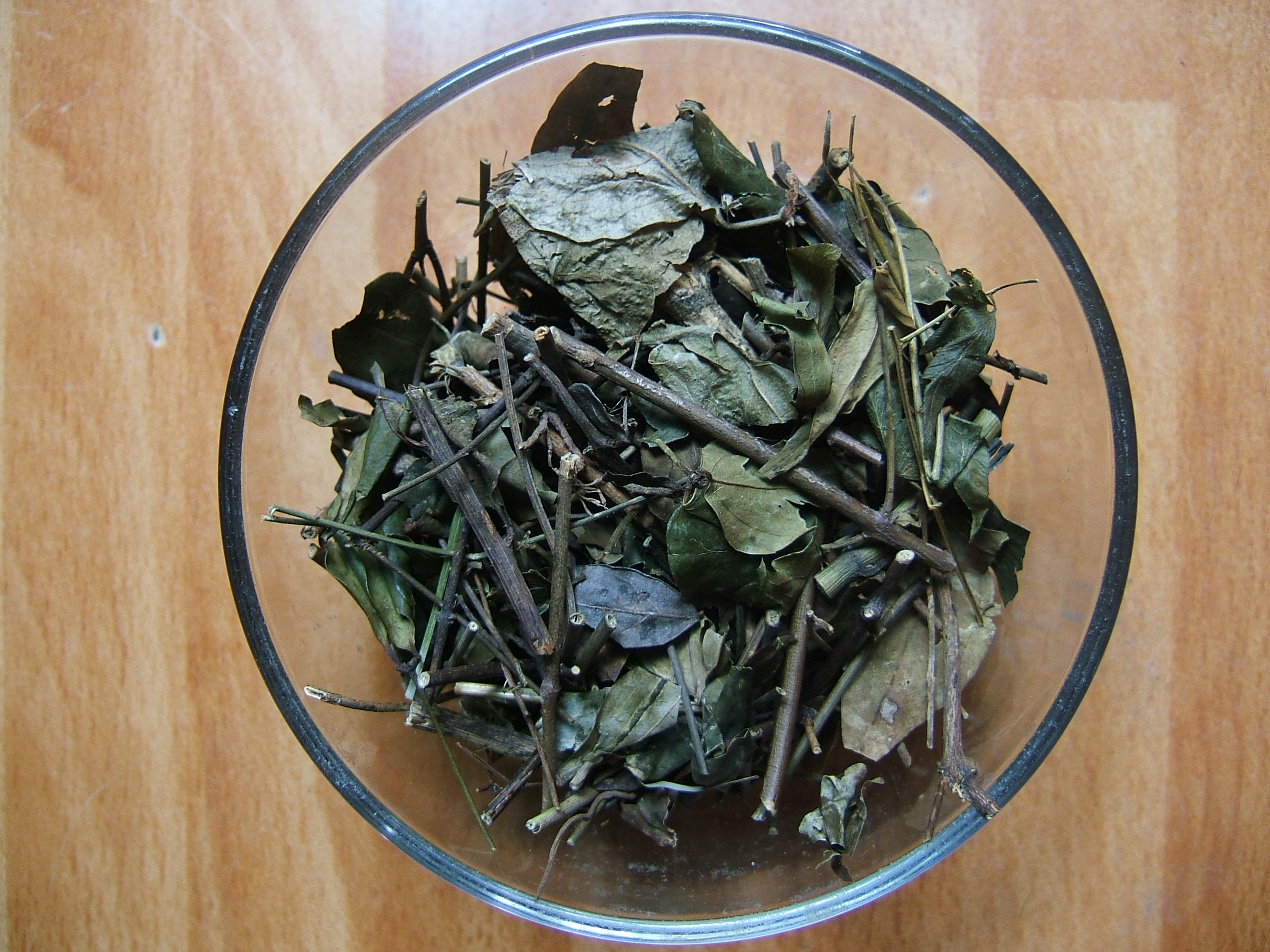
Vằng sẻ cắt khúc phơi khô
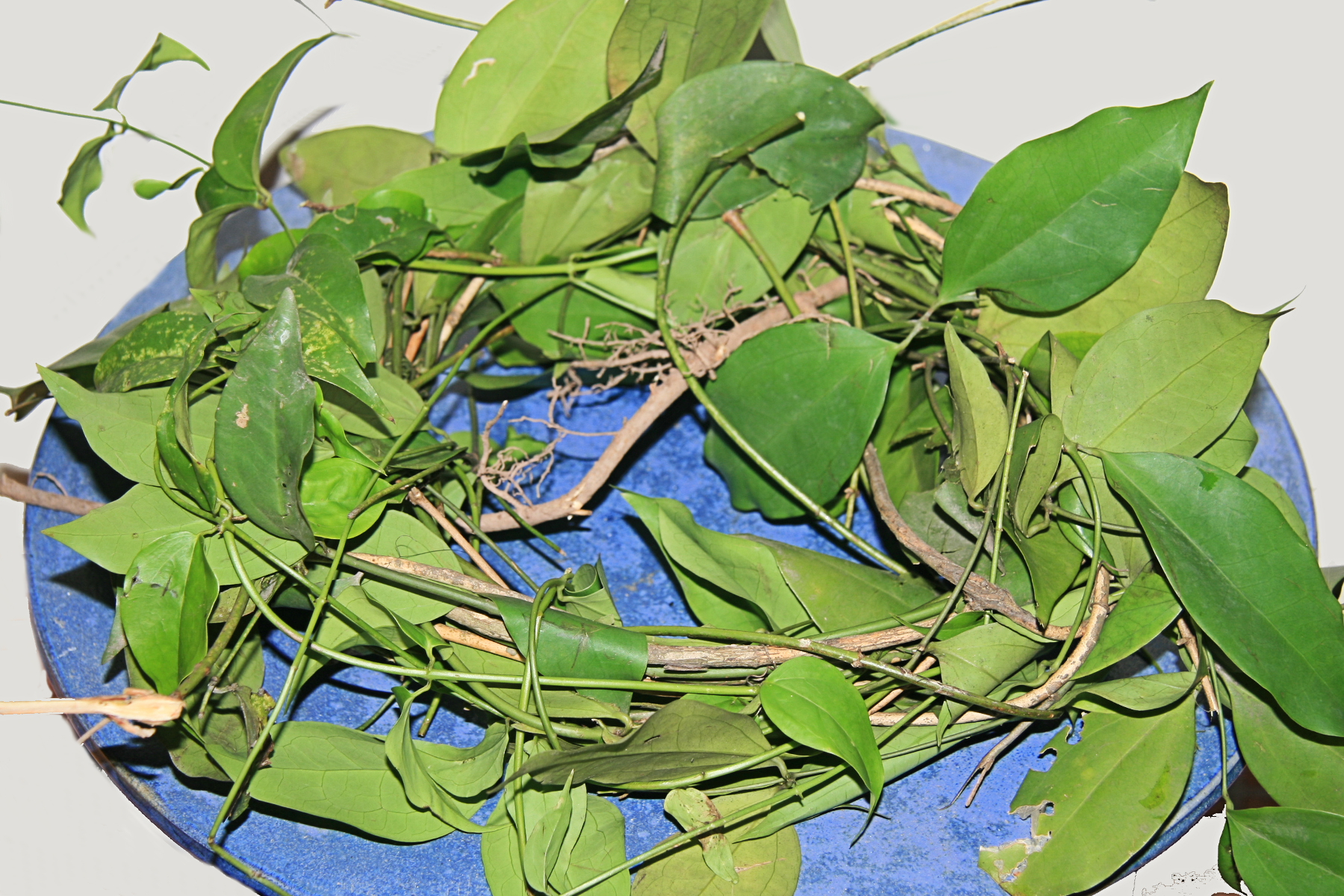
Vằng cuộn thành bó sau khi khai thác và đem phơi
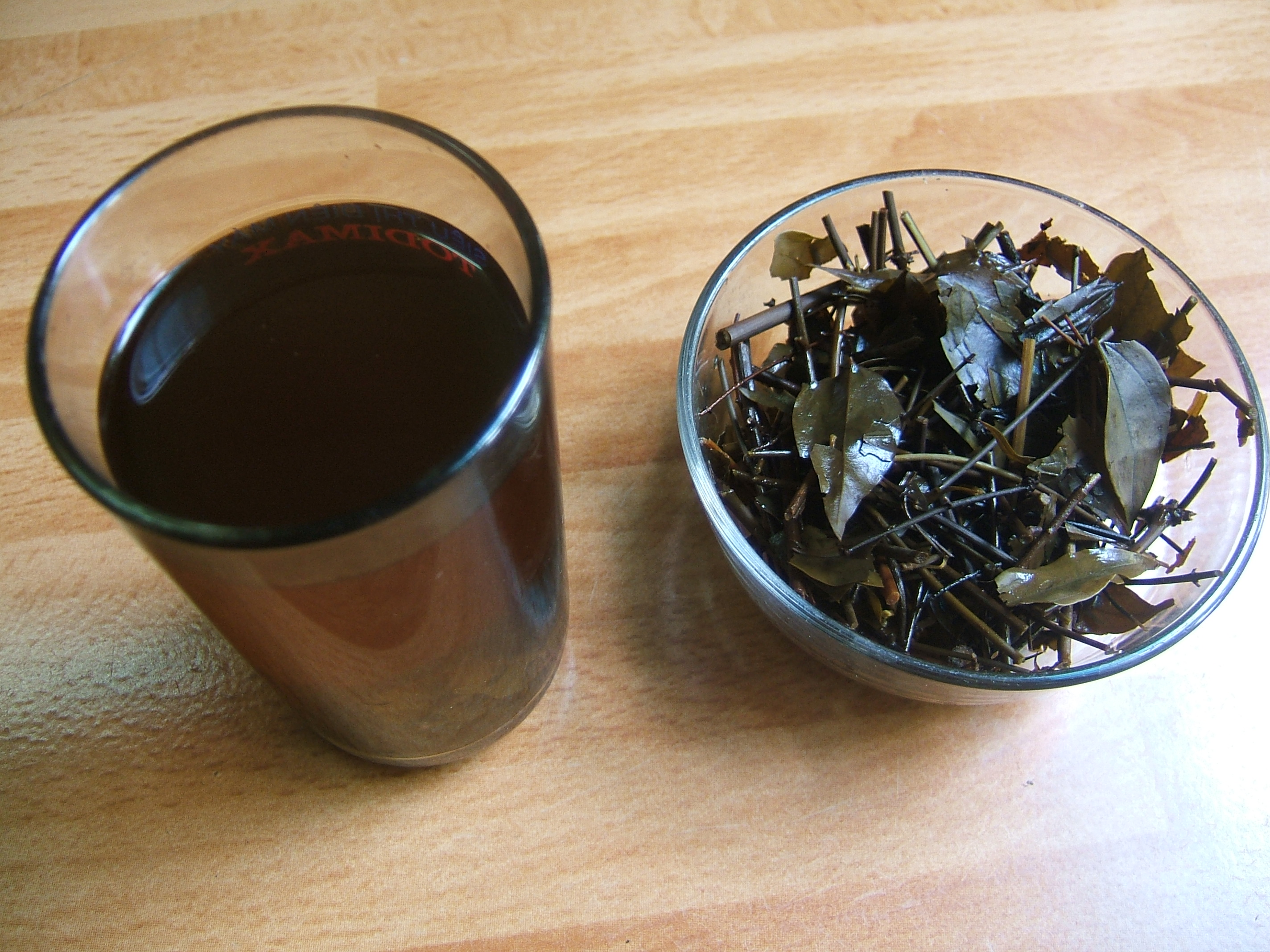
Một cốc nước chè vằng và bã nguyên liệu